# Scot Pollard
Scot L. Pollard (Murray, 12 febbraio 1975) è un ex cestista statunitense, professionista nella NBA.

## Carriera
È stato selezionato dai Detroit Pistons al primo giro del Draft NBA 1997 (19ª scelta assoluta).

## Statistiche

### College
| Anno      | Squadra         | PG  | PT | MP   | TC%  | 3P% | TL%  | RP  | AP  | PRP | SP  | PP   |
| --------- | --------------- | --- | -- | ---- | ---- | --- | ---- | --- | --- | --- | --- | ---- |
| 1993-1994 | Kansas Jayhawks | 35  | 0  | 17,1 | 54,3 | -   | 68,5 | 4,9 | 0,4 | 0,6 | 0,8 | 7,5  |
| 1994-1995 | Kansas Jayhawks | 31  | 3  | 20,0 | 55,7 | -   | 65,4 | 6,2 | 0,5 | 0,6 | 1,1 | 10,2 |
| 1995-1996 | Kansas Jayhawks | 34  | 33 | 24,6 | 56,4 | -   | 63,6 | 7,4 | 0,3 | 0,8 | 2,5 | 10,1 |
| 1996-1997 | Kansas Jayhawks | 28  | 26 | 25,1 | 52,8 | 100 | 70,7 | 8,3 | 0,7 | 1,3 | 2,6 | 10,3 |
| Carriera  | Carriera        | 128 | 62 | 21,5 | 54,9 | 100 | 66,9 | 6,6 | 0,5 | 0,8 | 1,7 | 9,4  |

### NBA

#### Regular Season
| Anno       | Squadra             | PG  | PT | MP   | TC%  | 3P% | TL%  | RP  | AP  | PRP | SP  | PP  |
| ---------- | ------------------- | --- | -- | ---- | ---- | --- | ---- | --- | --- | --- | --- | --- |
| 1997-1998  | Detroit Pistons     | 33  | 0  | 9,6  | 50,0 | -   | 82,6 | 2,2 | 0,3 | 0,2 | 0,3 | 2,7 |
| 1998-1999  | Sacramento Kings    | 16  | 5  | 16,2 | 54,1 | -   | 69,6 | 5,1 | 0,3 | 0,5 | 1,1 | 5,1 |
| 1999-2000  | Sacramento Kings    | 76  | 5  | 17,6 | 52,7 | -   | 71,7 | 5,3 | 0,6 | 0,7 | 0,8 | 5,4 |
| 2000-2001  | Sacramento Kings    | 77  | 8  | 21,5 | 46,8 | 0,0 | 74,9 | 6,0 | 0,6 | 0,6 | 1,3 | 6,5 |
| 2001-2002  | Sacramento Kings    | 80  | 29 | 23,5 | 55,0 | -   | 69,3 | 7,1 | 0,7 | 0,9 | 1,0 | 6,4 |
| 2002-2003  | Sacramento Kings    | 23  | 0  | 14,1 | 46,0 | -   | 60,5 | 4,6 | 0,3 | 0,6 | 0,7 | 4,5 |
| 2003-2004  | Indiana Pacers      | 61  | 3  | 11,1 | 41,2 | -   | 57,1 | 2,7 | 0,2 | 0,4 | 0,4 | 1,7 |
| 2004-2005  | Indiana Pacers      | 49  | 17 | 17,7 | 47,3 | -   | 67,3 | 4,2 | 0,4 | 0,6 | 0,5 | 3,9 |
| 2005-2006  | Indiana Pacers      | 45  | 32 | 17,1 | 45,5 | -   | 76,3 | 4,8 | 0,5 | 0,8 | 0,4 | 3,8 |
| 2006-2007  | Cleveland Cavaliers | 24  | 0  | 4,5  | 42,3 | -   | 50,0 | 1,3 | 0,1 | 0,2 | 0,0 | 1,0 |
| 2007-2008† | Boston Celtics      | 22  | 0  | 7,9  | 52,2 | -   | 68,2 | 1,7 | 0,1 | 0,1 | 0,3 | 1,8 |
| Carriera   | Carriera            | 506 | 99 | 16,5 | 49,4 | 0,0 | 70,9 | 4,6 | 0,4 | 0,6 | 0,7 | 4,4 |

#### Playoffs
| Anno     | Squadra             | PG | PT | MP   | TC%  | 3P% | TL%  | RP  | AP  | PRP | SP  | PP  |
| -------- | ------------------- | -- | -- | ---- | ---- | --- | ---- | --- | --- | --- | --- | --- |
| 1999     | Sacramento Kings    | 5  | 0  | 14,8 | 66,7 | -   | 60,0 | 2,2 | 0,2 | 0,8 | 1,2 | 3,0 |
| 2000     | Sacramento Kings    | 5  | 0  | 14,0 | 56,3 | -   | 33,3 | 3,2 | 0,2 | 0,4 | 0,2 | 4,0 |
| 2001     | Sacramento Kings    | 8  | 0  | 17,6 | 63,3 | -   | 58,8 | 6,9 | 0,3 | 0,1 | 0,9 | 6,0 |
| 2002     | Sacramento Kings    | 15 | 0  | 12,9 | 52,5 | -   | 66,7 | 3,5 | 0,2 | 0,5 | 0,3 | 3,3 |
| 2003     | Sacramento Kings    | 8  | 0  | 11,4 | 29,2 | -   | 76,9 | 3,8 | 0,3 | 0,1 | 0,9 | 3,0 |
| 2004     | Indiana Pacers      | 3  | 0  | 4,3  | 0,0  | -   | 50,0 | 1,3 | 0,0 | 0,3 | 0,0 | 0,7 |
| 2005     | Indiana Pacers      | 9  | 0  | 7,4  | 40,0 | -   | 50,0 | 1,2 | 0,1 | 0,1 | 0,0 | 1,4 |
| 2006     | Indiana Pacers      | 4  | 0  | 3,8  | 0,0  | -   | -    | 1,3 | 0,0 | 0,3 | 0,0 | 0,0 |
| 2007     | Cleveland Cavaliers | 3  | 0  | 1,0  | -    | -   | -    | 0,0 | 0,0 | 0,0 | 0,0 | 0,0 |
| Carriera | Carriera            | 60 | 0  | 11,1 | 49,6 | -   | 61,0 | 3,1 | 0,2 | 0,3 | 0,4 | 2,9 |

## Palmarès
- Campionato NBA: 1

Boston Celtics: 2008